# The Path
The Path ist ein Computerspiel von Tale of Tales, das 2009 für PC und Mac erschien. Das Spiel greift das Motiv des Märchens Rotkäppchen auf, indem der Spieler eine von sechs Schwestern durch den Wald zum Haus der Großmutter führen soll. Einzige Anweisung ist, den Waldpfad zum Haus nicht zu verlassen, daneben steht dem Spieler jedoch auch die Möglichkeit offen, den Wald abseits des Weges zu erkunden.
Der Vertrieb des Spiels erfolgte ausschließlich über das Internet, wobei auch eine Version für die Spieleplattform Steam angeboten wurde. Bereits im Vorfeld seiner Veröffentlichung wurde The Path von der Fachpresse überaus positiv aufgenommen, wobei vor allem auf das Konzept und die Optik des Spiels eingegangen wurde.

## Inhalt

### Handlung
Die Handlung des Spiels beschränkt sich auf einige wenige Rahmenelemente, die teils im Spiel, teils nur auf der dazugehörigen Homepage erklärt werden. Es gilt, eine von sechs Schwestern von der Stadt über einen Waldpfad zum Haus der kranken Großmutter zu führen, um dieser Wein und Kuchen zu bringen.

### Spielprinzip
Die einzig vorgegebene Anweisung von Seiten des Spiels ist, das Haus der Großmutter aufzusuchen und den vorgegebenen Pfad nicht zu verlassen. Es ist jedoch jederzeit möglich, vom Weg abzugehen und in den Wald zu laufen. Nach einer gewissen Entfernung zum Pfad verschwindet dieser jedoch und kann auch durch die Umkehr nicht wiedergefunden werden; der Wald schließt sich in einer Schleife.
Im Wald selbst kann der Spieler verschiedene Orte und Objekte finden, die sich in verschiedene Gruppen aufteilen:
- Orte, an denen ein gewisses Ereignis geschieht: Für jede der sechs Schwestern existiert ein spezifischer Ort, an der sie ein Ereignis auslösen kann. Pro Spieldurchgang können immer nur drei dieser Orte aufgesucht werden, darunter der für das jeweilige Mädchen spezifische und zwei zufällige weitere.
- Orte, an denen ein Symbol im Korb freigeschaltet wird: Im Korb des Spielers ist neben Wein und Kuchen Platz für weitere Objekte, die man im Lauf des Spiels im Wald und auf dem Pfad finden kann. Einige können von allen Mädchen, andere wiederum nur von ganz bestimmten gefunden werden.
- Blumen: Im Wald verteilt sind 144 Blumen, die von den Schwestern gepflückt werden können und anschließend am Rand des Korbs aufscheinen